# The Spy Who Loved Me (soundtrack)
The Spy Who Loved Me is de originele soundtrack van de tiende James Bond-film van EON Productions uit 1977 met dezelfde naam. Het album werd voor het eerst uitgebracht in 1977 door United Artists Records.
De filmmuziek werd gecomponeerd door Marvin Hamlisch en bij de titelsong "Nobody Does It Better" schreef Carole Bayer Sager de teksten en werd het lied  gezongen door Carly Simon. De componist John Barry was ditmaal niet beschikbaar, hiermee is Hamlisch de vierde componist die de filmmuziek van een Bondfilm componeerde. In 1977 stond het album in de Billboard 200 met hoogste notering, plaats 40. De titelsong werd op single uitgebracht en behaalde ermee onder andere in de Nederlandse Top 40 plaats 31 en in de Billboard Hot 100 plaats 2.

## Nummers
| Nr. | Titel                                            | Duur |
| --- | ------------------------------------------------ | ---- |
| 1   | Nobody Does It Better - Carly Simon              | 3:29 |
| 2   | Bond 77 (James Bond Theme)                       | 4:19 |
| 3   | Ride to Atlantis                                 | 3:28 |
| 4   | Mojave Club                                      | 2:13 |
| 5   | Nobody Does It Better (Instrumental)             | 4:43 |
| 6   | Anya                                             | 3:19 |
| 7   | The Tanker                                       | 4:24 |
| 8   | The Pyramids                                     | 1:37 |
| 9   | Eastern Lights                                   | 3:22 |
| 10  | Conclusion                                       | 1:37 |
| 11  | End Titels (Nobody Does It Better) - Carly Simon | 3:25 |

Sommige bekende klassieke muziek wordt ook gebruikt in de film. Dat was als grapje bedoeld, maar is later ook overgenomen voor de volgende film Moonraker.
Bachs "Air on the G String" wordt gebruikt als Stromberg zijn assistente bij de haai voert. Vervolgens speelt hij het openingsgedeelte van Mozarts Piano Concerto No. 21 terwijl Atlantis uit de zee oprijst.
"Nocturne No. 8 in D-Flat, Op. 27 No. 2" van Chopin komt naar voren, wanneer Bond Stromberg voor het eerst ontmoet. Ook klinkt er dan een kort stukje van Saint-Saëns' "the Aquarium" van The Carnival of the Animals.